# Cootie Williams in Hi-Fi
| Recensione | Giudizio |
| ---------- | -------- |
| AllMusic   | [ 1 ]    |

Cootie Williams in Hi-Fi si può considerare il primo vero album discografico solistico del trombettista jazz statunitense Cootie Williams (a nome Cootie Williams and His Orchestra), pubblicato dalla casa discografica RCA Victor Records nell'ottobre del 1958.

## Tracce
Lato A
1. Just in Time (dalla commedia musicale Bells Are Ringing) – 3:30 (Betty Comden, Adolph Green, Jule Styne) – Registrato il 25 marzo 1958
2. Summit Ridge Drive – 3:19 (Artie Shaw) – Registrato l'8 aprile 1958
3. Nevertheless, I'm in Love with You – 3:41 (Bert Kalmar, Harry Ruby) – Registrato l'8 aprile 1958
4. On the Street Where You Live (dalla commedia musicale My Fair Lady) – 3:29 (Alan Jay Lerner, Frederick Loewe) – Registrato l'8 aprile 1958
5. I'll See You in My Dreams – 3:20 (Gus Kahn, Isham Jones) – Registrato l'8 aprile 1958
6. Contrasts – 2:56 (Jimmy Dorsey) – Registrato il 5 marzo 1958

Lato B
1. Caravan – 3:41 (Irving Mills, Juan Tizol, Duke Ellington) – Registrato il 5 marzo 1958
2. If I Could Be with You One Hour Tonight – 2:38 (Henry Creamer, Jimmy Johnson) – Registrato il 5 marzo 1958
3. Air Mail Special – 3:13 (Benny Goodman, Jimmy Mundy, Charlie Christian) – Registrato il 25 marzo 1958
4. My Old Flame (dal film Belle of the Nineties) – 3:41 (Arthur Johnston, Sam Coslow) – Registrato il 25 marzo 1958
5. Swingin' Down the Lane (dal film I'll See You in My Dreams) – 3:25 (Gus Kahn, Isham Jones) – Registrato il 25 marzo 1958
6. Concerto for Cootie – 3:04 (Cootie Williams) – Registrato il 5 marzo 1958

## Musicisti
Just in Time / Air Mail Special / My Old Flame / Swingin' Down the Lane
- Cootie Williams - tromba
- Billy Byers - trombone
- Bobby Byrne - trombone
- Lou McGarity - trombone
- Dick Hixson - trombone basso
- Phil Bodner - sassofono
- Elwyn Fraser - sassofono
- Nick Caiazza - sassofono
- Romeo Penque - sassofono
- Boomie Richman - sassofono
- Hank Jones - pianoforte
- Tony Mottola - chitarra
- Eddie Safranski - contrabbasso
- Don Lamond - batteria
- Bill Stegmeyer - arrangiamenti

Summit Ridge Drive / Nevertheless, I'm in Love with You / On the Street Where You Live / I'll See You in My Dreams
- Cootie Williams - tromba
- Billy Byers - trombone
- Bobby Byrne - trombone
- Chauncey Welch - trombone
- Dick Hixson - trombone basso
- Phil Bodner - sassofono
- Elwyn Fraser - sassofono
- Stan Webb - sassofono
- Romeo Penque - sassofono
- Boomie Richman - sassofono
- Henry Rowland - pianoforte
- Barry Galbraith - chitarra
- Eddie Safranski - contrabbasso
- Osie Johnson - batteria
- Bill Stegmeyer - arrangiamenti

Contrasts / Caravan / If I Could Be with You One Hour Tonight / Concerto for Cootie
- Cootie Williams - tromba
- Billy Byers - trombone
- Bobby Byrne - trombone
- Lou McGarity - trombone
- Dick Hixson - trombone basso
- Phil Bodner - sassofono
- Elwyn Fraser - sassofono
- Nick Caiazza - sassofono
- Romeo Penque - sassofono
- Boomie Richman - sassofono
- Lou Stein - pianoforte
- George Barnes - chitarra
- Eddie Safranski - contrabbasso
- Don Lamond - batteria
- Bill Stegmeyer - arrangiamenti

Note aggiuntive
- Fred Reynolds - produttore
- Registrazioni effettuate il 5 e 25 marzo e 8 aprile 1958 al Webster Hall di New York (Stati Uniti)
- John Norman - ingegnere delle registrazioni[5]